# Hlîbokoiar, Rozdilna
Hlîbokoiar (în ucraineană Глибокояр) este un sat în comuna Zaharivka din raionul Rozdilna, regiunea Odesa, Ucraina.

## Demografie
Componența lingvistică a localității Hlîbokoiar
     Ucraineană (100%)
Conform recensământului din 2001, toată populația localității Hlîbokoiar era vorbitoare de ucraineană (100%).